# HD 2638 b
HD 2638 b – planeta typu gorący jowisz orbitująca wokół gwiazdy HD 2638. Odległość tej planety od gwiazdy jest mniejsza niż 1/20 odległości Ziemi od Słońca. Jeden obieg wokół gwiazdy zajmuje planecie tylko 3,5 dnia.